# Polylepis
Polylepis Ruiz & Pav. è un genere di piante appartenenti alla famiglia delle Rosaceae.

## Etimologia
Il nome del genere deriva dalle parole greche poli (molti) e lepis (strati), e si riferisce alla corteccia composta da numerose lamine, aspetto comune a tutte le specie del genere.

## Descrizione
Gli esemplari delle diverse specie di Polylepis presentano in genere tronchi nodosi e ritorti, ma in alcune zone gli alberi raggiungono i 15–20 m di altezza e i 2 m di diametro. Il fogliame è sempreverde, spesso con grandi quantità di ramoscelli morti che pendono dalla parte inferiore della chioma.
La corteccia è spessa e ruvida e ampiamente stratificata, e fornisce un'ottima protezione al tronco contro le basse temperature. Alcune specie di Polylepis formano boschi che crescono ben al di sopra della normale linea degli alberi, in associazione con prati e pascoli ad un'altitudine superiore ai 5000 m; questo sembra indicare il genere come quello con la distribuzione di Magnoliophyta arboree a più elevata quota nel mondo.
Le diverse specie di questo genere hanno una notevole importanza per la popolazione andina, alla quale forniscono legna da costruzione e combustibile per cucinare e riscaldarsi.

## Biologia
Il genere è uno dei pochi nella famiglia delle Rosacee che ha una impollinazione prevalentemente anemogama.

## Distribuzione e habitat
Le specie arboree del genere Polylepis sono distribuite particolarmente nelle zone tropicali dell'alta cordigliera andina, nell'America del Sud; la maggiore distribuzione è compresa tra il Venezuela settentrionale e il nord del Cile e dell'Argentina. Alcuni individui appartenenti al genere hanno una distribuzione esterna alla zona tropicale, precisamente nelle montagne dell'Argentina nord-occidentale. La maggior parte delle specie di Polylepis cresce a quote comprese tra i 3500 e i 5000 m; tuttavia si ha testimonianza di specie che crescono più in basso, a quote superiori ai 1800 m. La presenza di specie di bassa quota, comunemente mescolate con altre specie arboree in alcune foreste montane, indica che i componenti di tale genere potrebbero essere presenti nel Sudamerica occidentale fin dal Miocene o prima. È estremamente raro trovare piante arboree a così elevate altitudini; questo rende alcune specie di Polylepis gli alberi presenti a più elevata altitudine nel mondo, insieme con alcune conifere delle montagne dell'Himalaya. Polylepis tarapacana può raggiungere i 4800 m di altezza, la più alta quota di crescita per un albero nel mondo.

## Tassonomia
Il genere Polylepis appartiene alla famiglia delle Rosaceae e contiene più di trenta specie, distribuite sulla Cordigliera delle Ande. Il genere appartiene alla tribù delle Agrimonieae.
Polylepis sembra mostrare una relazione evolutiva molto vicina al genere Acaena, con il quale condivide alcune caratteristiche morfologiche, come la corteccia stratificata rossastra e le infiorescenze ascellari, a volte pendule.
Il genere comprende le seguenti specie:
- Polylepis albicans Pilg.
- Polylepis argentea T.Boza & H.R.Quispe
- Polylepis australis Bitter
- Polylepis besseri Hieron.
- Polylepis canoi W.Mend.
- Polylepis crista-galli Bitter
- Polylepis hieronymi Pilg.
- Polylepis humboldtii T.Boza, Romol. & M.Kessler
- Polylepis incana Kunth
- Polylepis incarum (Bitter) M.Kessler & Schmidt-Leb.
- Polylepis lanata (Kuntze) M.Kessler & Schmidt-Leb.
- Polylepis lanuginosa Kunth
- Polylepis longipilosa T.Boza, Romol. & M.Kessler
- Polylepis loxensis T.Boza, Romol. & M.Kessler
- Polylepis microphylla (Wedd.) Bitter
- Polylepis multijuga Pilg.
- Polylepis neglecta M.Kessler
- Polylepis ochreata (Wedd.) Bitter
- Polylepis pacensis M.Kessler & Schmidt-Leb.
- Polylepis pauta Hieron.
- Polylepis pepei B.B.Simpson
- Polylepis quadrijuga Bitter
- Polylepis racemosa Ruiz & Pav.
- Polylepis reticulata Hieron.
- Polylepis rodolfo-vasquezii L.Valenz. & Villalba
- Polylepis sericea Wedd.
- Polylepis serrata Pilg.
- Polylepis subsericans J.F.Macbr.
- Polylepis subtusalbida (Bitter) M.Kessler & Schmidt-Leb.
- Polylepis tarapacana Phil.
- Polylepis triacontandra
- Polylepis tomentella Wedd.
- Polylepis triacontandra Bitter
- Polylepis weberbaueri Pilg.